# Want het is zomer
Want het is zomer is een single van André van Duin. Het was na Als de zon schijnt Van Duins tweede single die refereerde aan het zomergevoel. De single bevat twee covers binnen het chansonachtige genre.
Want het is zomer, de A-kant, is een bewerking van Tu sais je t'aime (Nederlands: Je weet dat ik van je houd), geschreven door Alec Constatin, Pascal Sevran en Claude Carmone. Het werd destijds gezongen Shake in een Frans/Engelse uitvoering (You know I love you). Shake had er een bescheiden succesje mee in Nederland en België. André van Duin schreef er zelf een Nederlandse tekst bij. Jo Vally zou onder dezelfde Nederlandse titel een andere tekst zingen bij de Franse melodie.
De B-kant Welbedankt voor de bloemen is een bewerking van Vielen Dank für die Blumen van Udo Jürgens en Siegfried Rabe.

## Hitnotering
In tegenstelling tot de voorgaande singles, haalde Want het is zomer geen hoge posities in de hitparades. In België was er helemaal geen notering weggelegd voor deze liedjes.

### Nederlandse Top 40
Het stond vier weken in de tipparade van deze hitlijst, maar haalde de eindlijst niet.

### NederlandseNationale Hitparade
| Positie: | 34 | 44 | uit |

## Speciale editie
In datzelfde jaar kwam een speciale uitgave van de single uit waarbij A- en B-kant geruild hadden. Die uitgave werd geperst voor de Verenigde Bloemenveilingen Aalsmeer (VBA), die hun bedrijven in november 1984 opnieuw hadden ingericht.